# تارمار
تارمار (بالإنجليزية: Tarmar)‏ هي منطقة سكنية تقع في الصين في أزمة التبت والصين.